# 엘리너 하비
엘리너 그레이스 하비(영어: Eleanor Grace Harvey, 1995년 1월 14일~)는 캐나다의 펜싱 선수로 주 종목은 플뢰레이다. 올림픽에 3회 참가했고 2024년 하계 올림픽 여자 플뢰레 개인전에서 동메달을 획득했다.